# شان تی. اوکلی
شان تی. اوکلی (ایرلندی: Seán Tomás Ó Ceallaigh; زاده ۲۵ اوت ۱۸۸۲ – درگذشته ۲۳ نوامبر ۱۹۶۶) سیاست‌مدار اهل جمهوری ایرلند بود. وی از ۲۵ ژوئن ۱۹۴۵ تا ۲۴ ژوئن ۱۹۵۹ رئیس‌جمهور این کشور بود.
شان تی. اوکلی در ۲۳ نوامبر ۱۹۶۶، در سن ۸۴ سالگی بر اثر نارسایی قلبی درگذشت.